# Jamie Finn
Jamie Finn, née le 21 avril 1998 à Dublin en Irlande, est une footballeuse internationale irlandaise évoluant au poste de défenseure ou de milieu de terrain.

## Biographie

### En club
Finn nait à Dublin et grandit à Swords. Elle joue au football avec Swords Manor à partir de cinq ans jusqu'à ce qu'elle doive partir à 13 ans en raison des règles contre le football mixte. Elle rejoint ensuite le club de Shelbourne FC.
Finn rejoint Raheny United au cours de la saison 2014-2015 de la Women's National League. En avril 2015, elle inscrit un but en fin de match lors de la finale de la WNL Cup à Tolka Park, pour forcer la prolongation. Katie McCabe marque ensuite pour assurer la victoire 3-2 de Raheny sur son rival Peamount United. Avant la saison 2015-2016, Raheny United fusionne avec Shelbourne, et Finn revient donc à Shelbourne.
En 2016, Finn joue au football universitaire pour les Florida Gulf Coast Eagles, elle débute trois de ses cinq rencontres, marquant un but et donnant une passe décisive.
Après avoir réintégré Shelbourne, Finn représente le club lors du tour de qualification de la Ligue des champions 2017-2018 à Belfast. Elle affiche une bonne forme en 2019 en Women's National League, étant nommée joueuse WNL du mois de mai 2019 et nommée dans l'équipe WNL de la saison.
En août 2021, Finn quitte Shelbourne pour signer un contrat professionnel d'un an avec le club de Birmingham City, en FA Women's Super League. En juillet 2022, elle accepte de prolonger son contrat avec Birmingham, relégué, pour une année supplémentaire, avec l'option d'une année supplémentaire.

### En équipe nationale
Finn représente l'Irlande au niveau des écolières alors qu'elle fréquentait le St. Finian's Community College. Lors des FAI International Football Awards 2014, elle est nommée joueuse internationale de l'année pour les moins de 16 ans. Elle est capitaine de l'équipe d'Irlande des moins de 17 ans lors du mini-tournoi de qualification pour le Championnat d'Europe des moins de 17 ans en Serbie, et lors du tournoi final en Finlande.
L'année précédente, Finn est sélectionnée en équipe d'Irlande des moins de 19 ans, qui se qualifie pour la première fois en 2014 pour la phase finale du Championnat d'Europe des moins de 19 ans. Elle se blesse lors d'un camp d'entraînement la semaine précédant le tournoi et est contrainte de se retirer. Lors du mini-tournoi de qualification pour le Championnat d'Europe des moins de 19 ans 2017 à Skopje, Finn est capitaine des moins de 19 ans et gagne 10-0 contre leurs hôtes.
La sélectionneuse de l'Irlande, Vera Pauw, appelle Finn pour la première fois lors des éliminatoires de l'Euro 2022 contre la Grèce le 12 novembre 2019. Elle débute et joue tout le match pour gagner sa première sélection alors que l'Irlande succombe à une égalisation dans le temps additionnel et fait match nul 1-1 à Athènes. Finn est surprise de commencer le match, mais espère que la reconnaissance internationale et sa bonne forme avec Shelbourne lui assurerait un transfert dans un club professionnel.
Finn obtient une deuxième sélection lors du dernier match des éliminatoires, une défaite 3-1 contre l'Allemagne au Tallaght Stadium le 1er décembre 2020. Le 8 avril 2021, elle est appelée en remplacement de Ruesha Littlejohn, blessée à l'entraînement, avant le match amical de l'Irlande contre le Danemark. Elle est nommée joueuse du match en tant que milieu défensive lors de la défaite 1-0 de l'Irlande.
Le 11 octobre 2022, elle fait partie de la sélection irlandaise qui se qualifie pour la première fois de son histoire pour une Coupe du monde. L'Irlande bat l'Écosse 0-1 à Hampden Park. Titulaire, Finn joue l'intégralité de la rencontre.